# Stefan Janković
Stefan Janković (En serbio, Стефан Јанковић, Belgrado, 4 de agosto de 1993) es un baloncestista serbio nacionalizado canadiense, que pertenece a la plantilla del Taishin Dreamers de la ASEAN. Con 2,11 metros de estatura, juega en la posición de ala-pívot.

## Trayectoria deportiva

### Universidad
Jugó dos temporadas con los Tigers de la Universidad de Misuri, en las que promedió 3,1 puntos y 1,6 rebotes por partido. En su temporada sophomore apenas disputó tres partidos, por lo que solicitó ser transferido para poder conseguir más minutos de juego.
Fue enviado a los Rainbow Warriors de la Universidad de Hawái, donde jugó dos temporadas más, en las que promedió 13,5 puntos, 5,9 rebotes y 1,3 tapones por partido, siendo elegido en su última temporada Jugador del Año de la Big West Conference, e incluido en el mejor quinteto de la conferencia.

### Profesional
Tras no ser elegido en el Draft de la NBA de 2016, se unió a los Miami Heat en las Ligas de Verano de la NBA. El 13 de julio fichó por los Heat, pero fue despedido en el mes de octubre tras disputar un único partido de pretemporada.
El 1 de noviembre fue adquirido por los Sioux Falls Skyforce como jugador afiliado de los Heat.
El 2 de febrero de 2021, firma por el Bahçeşehir Koleji S.K. de la BSL turca.
En la temporada 2021-22, firma por el  BC Tsmoki-Minsk de la Premier League de Bielorrusia.
El 10 de enero de 2022, firma por el Taishin Dreamers de la ASEAN.